# Stan Freberg

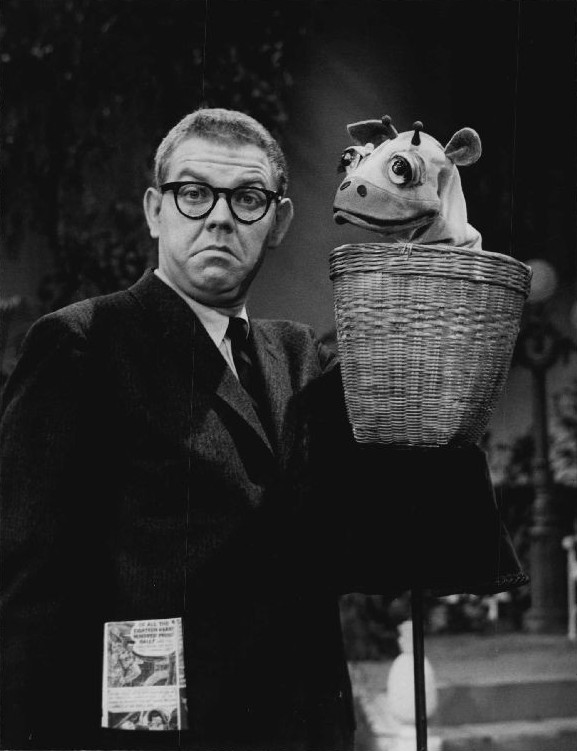
Stan Freberg (1956)

Stan Freberg (* 7. August 1926 in Pasadena, Kalifornien als Stanley Friberg; † 7. April 2015 in Santa Monica) war ein amerikanischer Schauspieler, Autor, Komiker, Musiker, Radiomoderator, Puppenspieler und Werbeleiter.
Zu seinen bekanntesten Werken gehören St. George and the Dragonet, Stan Freberg Präsentiert die Vereinigten Staaten von Amerika, seine Rolle in der Fernsehserie Zeit für Beany, mehrere Charaktere in den Looney Tunes wie Pete Puma und Bertie sowie eine Reihe von klassischen Fernsehwerbespots.

## Leben
Freberg wurde 1926 in Pasadena als Stanley Friberg geboren. Seine Eltern waren Evelyn Dorothy (geborene Conner), eine Hausfrau, und Victor Richard Friberg (später Freberg), ein Baptistenpfarrer. Freberg war schwedisch-irischer Abstammung.

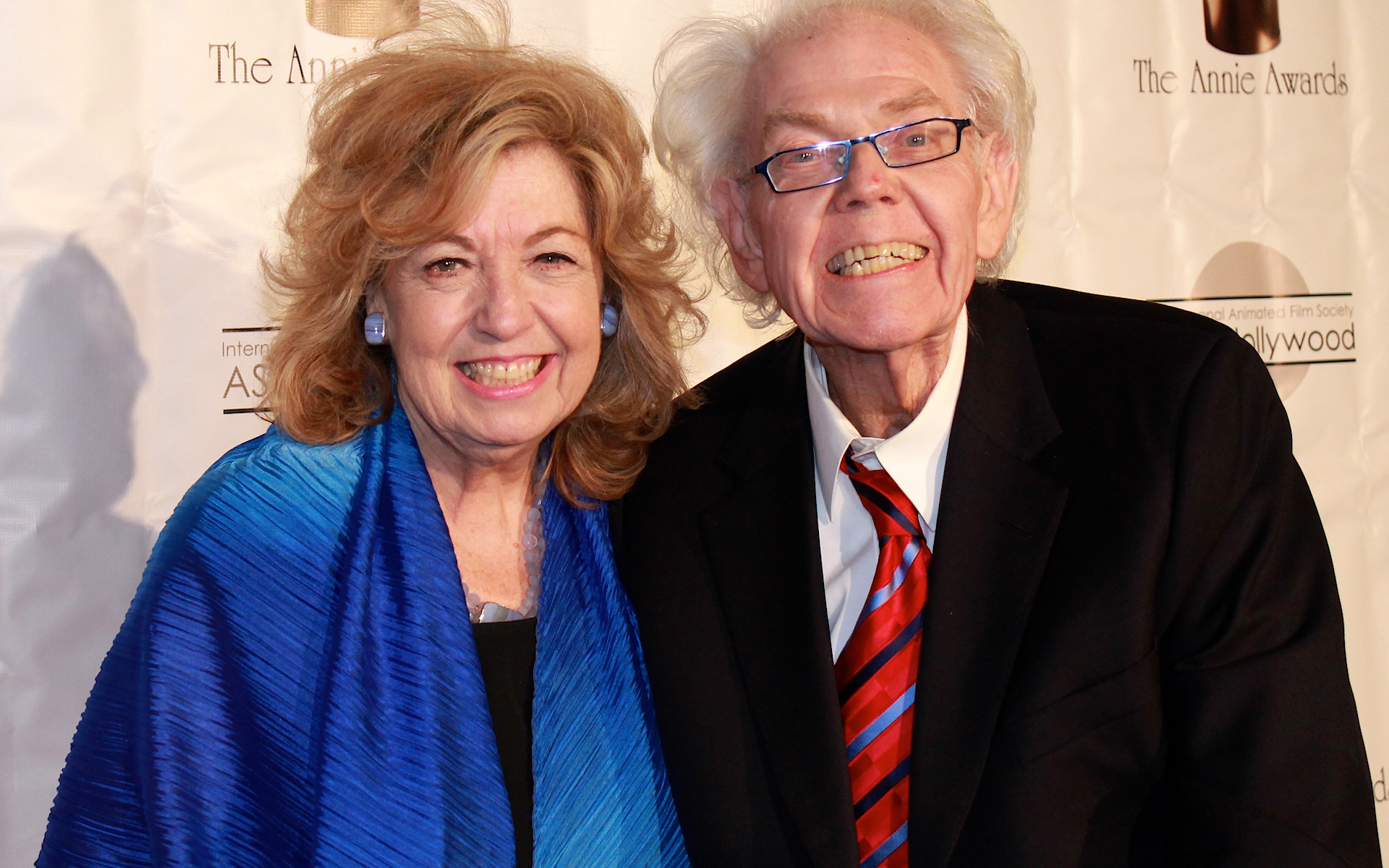
Freberg und seine zweite Frau 2014

Frebergs erste Frau, Donna, verstarb im Jahr 2000. Aus dieser Ehe hatte er zwei Kinder, Donna Jean und Donavan. Im Jahr 2001 heiratete er Betty Hunter.
Freberg verstarb am 7. April 2015 im Alter von 88 Jahren im UCLA Medical Center in Santa Monica, Kalifornien, an einer Lungenentzündung.

## Filmografie
- Callaway Went Thataway (1951) als Marvin
- Geraldine (1953) als Billy Weber
- Susi und Strolch (1955) als Biber (Stimme)
- Der kleine Däumling (1958) als Gähnender Mann (Stimme)
- Eine total, total verrückte Welt (1963) als Deputy Sheriff
- Ich Geh Pogo (1980) als Albert das Alligator (Stimme)
- Freakazoid! (1995) als Mo-Ron (Stimme)
- Stuart Little (1999) als Der Bootrennen-Ansager (Stimme)
- Tweety's High-Flying Adventure (2000) als Pete Puma / Zusätzliche Stimmen (Stimme)
- Looney Tunes: Back in Action (2003) als Junior Bär (Stimme)
- Ich kenne diese Stimme (I Know That Voice, 2013) als Er selbst

## Diskografie

### Singles
| Jahr                  | Titel                                  | Chartplatzierungen | Chartplatzierungen | Album                                                                      |
| Jahr                  | Titel                                  | US                 | UK                 | Album                                                                      |
| --------------------- | -------------------------------------- | ------------------ | ------------------ | -------------------------------------------------------------------------- |
| 1951                  | „John and Marsha“                      | 21                 | –                  | A Child's Garden Of Freberg                                                |
| 1951                  | „I've Got You Under My Skin“           | 11                 | –                  | –                                                                          |
| 1951                  | „That's My Boy“                        | 30                 | –                  | A Child's Garden Of Freberg                                                |
| 1952                  | „Maggie“                               | –                  | –                  | –                                                                          |
| 1952                  | „Try“                                  | 15                 | –                  | A Child's Garden Of Freberg                                                |
| 1952                  | „The World Is Waiting for the Sunrise“ | 24                 | –                  | –                                                                          |
| 1953                  | „Dinky Pinky“ – Part 1                 | –                  | –                  | –                                                                          |
| 1953                  | „St. George and the Dragonet“ /        | 1                  | –                  | A Child's Garden Of Freberg                                                |
| 1953                  | „Little Blue Riding Hood“              | 9                  | –                  | Stan Freberg With The Original Cast                                        |
| 1953                  | „Christmas Dragnet“ – Parts 1 & 2      | 13                 | –                  | –                                                                          |
| 1954                  | „C'est Si Bon“                         | 13                 | –                  | A Child's Garden Of Freberg                                                |
| 1954                  | „Person to Pearson“                    | –                  | –                  | –                                                                          |
| 1954                  | „Sh-Boom“                              | 14                 | 15                 | A Child's Garden Of Freberg                                                |
| 1954                  | „Yulenet“ – Part 1                     | –                  | –                  | –                                                                          |
| 1955                  | „The Honeyearthers“                    | –                  | –                  | –                                                                          |
| 1955                  | „The Yellow Rose of Texas“             | 16                 | –                  | A Child's Garden Of Freberg                                                |
| 1955                  | „Nuttin' For Christmas“                | 53                 | –                  | –                                                                          |
| 1956                  | „The Great Pretender“                  | –                  | –                  | A Child's Garden Of Freberg                                                |
| 1956                  | „Heartbreak Hotel“                     | 79                 | –                  | A Child's Garden Of Freberg                                                |
| 1956                  | „Rock Island Line“                     | –                  | 24                 | A Child's Garden Of Freberg                                                |
| 1957                  | „Banana Boat (Day-O)“                  | 25                 | –                  | Stan Freberg With The Original Cast                                        |
| 1957                  | „Wun'erful, Wun'erful“                 | 32                 | –                  | Stan Freberg With The Original Cast                                        |
| 1958                  | „Gary, Indiana“                        | –                  | –                  | –                                                                          |
| 1958                  | „Green Chri$tma$“                      | 44                 | –                  | Stan Freberg With The Original Cast                                        |
| 1959                  | „The Old Payola Roll Blues“            | 99                 | 40                 | –                                                                          |
| 1960                  | „Comments For Our Time“ – Part 1       | –                  | –                  | –                                                                          |
| 1961                  | „Pilgrim's Progress“                   | –                  | –                  | Stan Freberg Presents The United States Of America Vol. 1: The Early Years |
| 1966                  | „The Flackman and Reagan“ – Part 1     | –                  | –                  | Freberg Underground! Show No. 1                                            |
| „–“: nicht zutreffend |                                        |                    |                    |                                                                            |